# Halowe Mistrzostwa Europy w Lekkoatletyce 1989 – pchnięcie kulą kobiet
Pchnięcie kulą kobiet – jedna z konkurencji technicznych rozgrywanych podczas halowych lekkoatletycznych mistrzostw Europy w  hali Houtrust w Hadze. Rozegrano od razu finał 18 lutego 1989. Zwyciężyła reprezentantka Republiki Federalnej Niemiec Stephanie Storp. Tytułu zdobytego na poprzednich mistrzostwach nie broniła Claudia Losch z RFN.

## Rezultaty

### Finał
Opracowano na podstawie materiału źródłowego.
| Miejsce | Zawodniczka          | Wynik | Uwagi |
| ------- | -------------------- | ----- | ----- |
| 1       | Stephanie Storp      | 20,30 |       |
| 2       | Heike Hartwig        | 20,03 |       |
| 3       | Iris Plotzitzka      | 19,79 |       |
| 4       | Soňa Vašíčková       | 19,32 |       |
| 5       | Viktoria Horváth     | 17,75 |       |
| 6       | Agnese Maffeis       | 17,32 |       |
| 7       | Myrtle Augee         | 17,17 |       |
| 8       | Yvonne Hanson-Nortey | 16,59 |       |
| 9       | Margarita Ramos      | 16,22 |       |